# Caddo pepperella
Caddo pepperella is een hooiwagen uit de familie Caddidae. De wetenschappelijke naam van Caddo pepperella gaat terug op Shear.